# Ород III (цар Парфії)

Ород III — цар Парфії з династії Аршакідів. Правив у 4-6 н. е.

## Правління
Після повалення Фраата V парфянська знати відправила делегацію до Орода та попросила його зайняти престол. Однак незабаром Ород внаслідок своєї «мерзоти, легкої дратівливості та крайньої жорстокості» заслужив ненависть всього парфянського народу. Тому знать влаштувала проти нього змову, внаслідок якого Ород III був убитий під час бенкету або полювання.
Після нього трон Парфії перейшов до брата Фраата V, Вонона I.